# Ophiodothella bignoniacearum
Ophiodothella bignoniacearum är en svampart som beskrevs av Chardón 1940. Ophiodothella bignoniacearum ingår i släktet Ophiodothella och familjen Phyllachoraceae.   Inga underarter finns listade i Catalogue of Life.